# Patience (The X-Files)
«Patience» es el tercer episodio de la octava temporada de la serie de televisión de ciencia ficción estadounidense The X-Files. Se estrenó en la cadena Fox el 19 de noviembre de 2000. El episodio fue escrito y dirigido por el creador de la serie Chris Carter. «Patience» es una historia del «monstruo de la semana», desconectada de la amplia mitología de la serie. El episodio recibió una calificación Nielsen de 8,2 y fue visto por 13,3 millones de espectadores. El episodio recibió opiniones mixtas a negativas de los críticos. 
La serie se centra en los agentes especiales del FBI Dana Scully (Gillian Anderson) y su nuevo compañero John Doggett (Robert Patrick) -luego de la abducción extraterrestre de su antiguo compañero, Fox Mulder (David Duchovny)- que trabajan en casos relacionados con lo paranormal, llamados expedientes X. En este episodio, John Doggett, después de haber sido asignado a los expedientes X, se une a Scully para investigar una serie de horribles asesinatos que parecen ser obra de una criatura parecida a un murciélago. Siendo este su primer caso juntos, Scully y Doggett encuentran que sus técnicas de investigación son menos que similares.
Carter se inspiró para escribir «Patience» para emular los «independientes de regreso a lo básico [...] de las primeras temporadas». El episodio fue la primera entrada de The X-Files en la que ni el actor David Duchovny ni su nombre aparecen en los créditos de apertura. Además, el episodio fue diseñado para ser el primero en poner a prueba el escepticismo de Doggett sobre la actividad paranormal.

## Argumento
En Burley, Idaho, un enterrador y su esposa son brutalmente asesinados por una especie de criatura voladora. Más tarde, Dana Scully (Gillian Anderson) y John Doggett (Robert Patrick), que ha sido asignado a los expedientes X, comienzan a investigar el caso. Scully señala que la causa de la muerte es la pérdida de sangre por las marcas de mordeduras humanas en sus cuerpos.
Scully y Doggett llegan a la escena del crimen en Idaho y se encuentran con la detective Yale Abbott. Le dicen que no están seguros de que las mordeduras hayan sido hechas por un humano y que lo que llama su atención sobre la extraña huella es que normalmente los animales salvajes se alimentaron de los cuerpos después de haberlos matado. Scully señala que sólo hay una huella, que parece ominosamente humana, y que si hubiera sido dejada por un animal habría más huellas alrededor de los cuerpos. Scully y Doggett revisan la casa y encuentran huellas que conducen al piso de arriba y al ático. Dentro, Scully y Doggett encuentran los dedos que le faltan al enterrador. Parecen haber sido regurgitados por algo y las marcas de garras en el ático sugieren que algo colgaba de las vigas. Mientras tanto, la anciana Sra. McKesson es asesinada en su ático mientras miraba un álbum de fotos.
En la morgue, Scully explica que ha estudiado las heridas de la mordedura y ha descubierto que son similares, pero intrínsecamente diferentes, a las mordeduras humanas; la saliva de los dedos regurgitados tiene anticoagulantes, que sólo los murciélagos tienen en su saliva. Doggett encuentra interesante la prueba, debido al artículo de periódico que le trajo a Scully: en 1956, se informó de una serie de muertes que terminaron cuando un grupo de cazadores mató a una criatura hombre-murciélago y la llevaron a la morgue del condado en el estado de Montana. El forense dijo que la criatura no era ni un murciélago ni un hombre. Luego el forense fue asesinado unos días después y poco después unas cuantas personas más fueron asesinadas o desaparecieron.
Scully y Doggett se unen a la investigación en la casa de McKesson. Scully sugiere una conexión entre el cuerpo quemado de Ariel McKesson, que desapareció en 1956, y su madre, la última víctima. Scully cree que el cuerpo quemado debe ser exhumado para poder conseguir pruebas de la conexión con las otras muertes. Más tarde, los enterradores ya tienen el ataúd exhumado cuando el detective Abbott aparece en el cementerio del pueblo. Le dicen que no tuvieron que cavar porque alguien ya había cavado hasta el ataúd y arañado la tapa. Mientras se van con el cuerpo, Abbott inspecciona un árbol muerto. La criatura está dentro y eviscera a Abbott.
La policía está molesta por la muerte de Abbott y culpa a Scully mientras Doggett les recuerda que sólo la cosa que mató a Abbott y a los demás tiene la culpa. Scully explica que Ariel McKesson murió de un paro cardíaco y luego fue quemado para encubrir algo. Se da cuenta de que todas las víctimas fueron personas que entraron en contacto con el cuerpo de Ariel McKesson: Abbott investigó el crimen, su madre identificó el cuerpo, el enterrador preparó el cuerpo, y Myron Stefaniuk sacó el cuerpo del río. Todos menos Myron Stefaniuk están entonces muertos. Doggett y Scully encuentran a Myron y le preguntan sobre Ernie Stefaniuk, uno de los cazadores de 1956, y este revela que no sabe dónde se encuentra pues desapareció hace mucho tiempo. Los dos finalmente localizan a Ernie Stefaniuk, quien les dice que se escondió en una isla en medio del lago del pueblo con su esposa, Ariel, durante 44 años. Ernie dice que la criatura murciélago mata a cualquiera que tenga el olor de Ernie, así que quemó el cuerpo de su esposa para tratar de cubrir el olor. Les informa de que sólo caza de noche y que Myron está en peligro. Doggett regresa para encontrar a Myron que es atacado por la criatura en el río.
Ernie dice que Scully está ahora marcada y que la criatura también irá tras ella. Cuando su radar terrestre se apaga, Scully sale. Ernie se queda dentro y es masacrado por la criatura murciélago. Scully regresa y lo ve matar a Ernie; se las arregla para dispararle antes de ser derribada. Aparece Doggett y dispara a la criatura varias veces más, salvando a Scully. La criatura desaparece en la noche mientras Scully ayuda a Doggett que está herido. De vuelta a la oficina, reciben un fax de Myron, que sobrevivió y se ha escondido en Wyoming.

## Producción

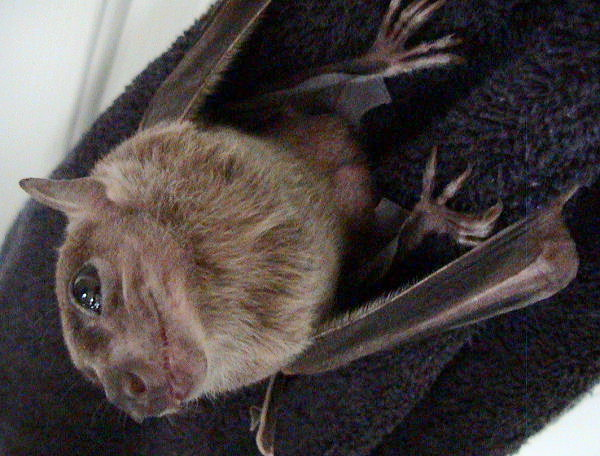
En el episodio se utilizaron murciélagos frugívoros egipcios vivos.

«Patience» fue escrito y dirigido por el creador de la serie Chris Carter. El episodio, inspirado en los «independientes de regreso a lo básico [...] de las primeras temporadas», presenta a un híbrido humano-murciélago como el villano principal; este personaje se inspiró en el villano de los cómics de la década de 1970, Man-Bat, uno de los archienemigos de Batman. Durante la filmación del episodio, se utilizaron murciélagos vivos, como el murciélago egipcio de la fruta.
«Patience» fue el primero en probar el escepticismo de Doggett sobre la actividad paranormal. Como explicó Robert Patrick, «[“Patience”] es donde comienza a jugar con mi voluntad de creer en los sucesos paranormales y extraños. Tienes a un tipo que es un murciélago, lo cual está algo fuera de lo normal». El episodio también fue el primer episodio de The X-Files que no presenta al actor David Duchovny ni presenta su nombre en los créditos iniciales. Después de resolver la disputa de su contrato con Fox, Duchovny dejó de participar a tiempo completo en el programa después de la séptima temporada. (Para explicar la ausencia de Mulder, el personaje de Duchovny fue abducido por extraterrestres en el final de la séptima temporada, «Requiem».)

## Recepción

### Audiencia
«Patience» se emitió por primera vez en Fox el 19 de noviembre de 2000. El episodio obtuvo una calificación Nielsen de 8,2, lo que significa que fue visto por el 8,2% de los hogares estimados de la nación. El episodio fue visto por 8,27 millones de hogares, y 13,3 millones de espectadores. El episodio se clasificó como el cuatrigésimosegundo episodio más visto durante la semana que finalizó el 19 de noviembre. Fox promocionó el episodio con el eslogan «Más mortal que un hombre. Más despiadado que un murciélago. Un depredador hambriento espera en la oscuridad a su próxima presa... Scully y Doggett».

### Reseñas
Jay Anderson, que escribe para What Culture, se mostró positivo con respecto al episodio. Si bien señaló el regreso del programa a sus «raíces [...] oscuras y espeluznantes» en la octava temporada, Anderson describió el episodio como un «éxito temprano en el regreso al reino del miedo». Anderson clasificó al murciélago humano como la octava criatura más espeluznante del programa. La escritora Jessica Morgan de Television Without Pity calificó el episodio con una D y criticó las referencias del episodio a la ausencia de Mulder, sobre todo la escena en la que Scully guarda la placa con el nombre de Mulder, y se preguntó con sarcasmo: «¿Se supone que eso es simbólico, me pregunto?». Robert Shearman y Lars Pearson, en su libro Wanting to Believe: A Critical Guide to The X-Files, calificaron el episodio con dos estrellas y media de cinco. Los dos notaron que, a pesar del hecho de que «mucho [del episodio] funciona [...] porque las escenas entre Doggett y Scully son muy buenas», los aspectos positivos del episodio no fueron «aprovechados mejor de una manera más emocionante; este caso en particular apenas estiró la destreza deductiva de nadie». Shearman y Pearson escribieron más tarde que si el episodio hubiera sido «una aventura de Mulder y Scully, esto habría sido el fondo de lo básico».
Emily VanDerWerff de The A.V. Club otorgó al episodio una «C+» y criticó tanto a su monstruo como a su elenco invitado. En cuanto al primero, escribió que era «simplemente ridículo» y que su diseño era «soso y genérico». Con respecto a lo último, ella escribió que el elenco estaba lleno de «actores exagerándolo». VanDerWerff notó que el episodio era mejor «de lo que sugería su reputación», pero que aún estaba «deshecho por algunas opciones de historia muy extrañas y un monstruo tonto». Paula Vitaris de Cinefantastique le dio al episodio una crítica negativa y le otorgó una estrella y media de cuatro. Vitaris escribió sin rodeos, «si estás buscando un episodio de The X-Files, muerde tus uñas, del monstruo de la semana con suspenso... este no lo es». Además, criticó al villano, llamándolo «un monstruo aburrido con un maquillaje de apariencia falsa».

### Premios
«Patience» obtuvo una nominación para un premio ASC de la Sociedad Americana de Directores de Fotografía por Logro Sobresaliente en Cinematografía - Serie Regular.